# 唐年县
唐年县，中国古县名。

## 历史沿革
- 唐朝天宝二年（743年）由原蒲圻县分置，治所在今湖北省崇阳县西南，属鄂州。
- 五代杨吴顺义七年（927年）改名崇阳县，迁今治。
- 南唐复名唐年县，北宋开宝八年（975年），仍名崇阳县，属鄂州。宋神宗熙宁五年（公元1072年），分崇阳县南上隽、乐化、天宝3乡置通城县。
- 元朝，属武昌路
- 明朝，属武昌府。
- 清朝，属武昌府。
- 中华民国，属江汉道，民国21年后，属湖北省第一行政督察专员公署。